# 公有領域聲樂檔案館
公有领域声乐档案馆（英語：Choral Public Domain Library, CPDL），又称声乐维基（ChoralWiki），是一个线上乐谱档案馆，主要收藏公有领域内，或因其他原因（比如受版权所有者允许）可以自由和免费地复制和表演的合唱乐和声乐。
公有领域声乐档案馆按美国国內稅收法501(c)(3)登记，是一个免税的非营利机构。它的内容以一个基于GNU通用公共许可证的版权协议发表，只有已登记的贡献者可以编辑。